# Лавирково
Лавирко́во (укр. Лавіркове) — село в Прилукском районе Черниговской области Украины. Население — 134 человека. Занимает площадь 0,347 км².
Код КОАТУУ: 7425382502. Почтовый индекс: 17270. Телефонный код: +380 4634.

## Власть
Орган местного самоуправления — Талалаевская поселковая община. Почтовый адрес: 17200, Черниговская обл., Прилукский р-н, пгт Талалаевка, ул. Вокзальная, 3.